# Romainmôtier

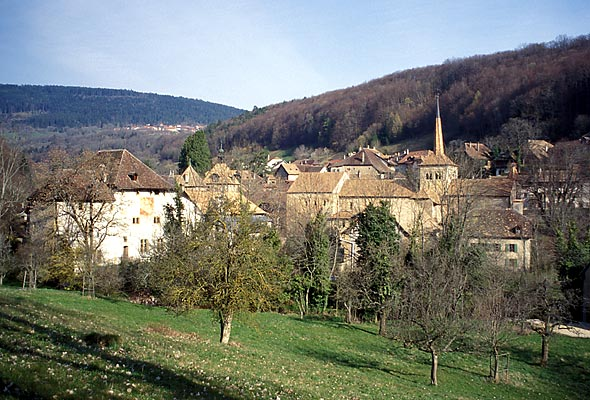
Romainmôtier.

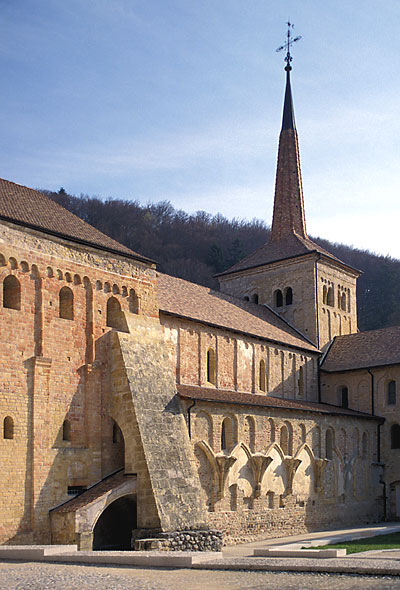
Iglesia románica de la abadía de Romainmôtier en el valle de Nozon.

Romainmôtier es una antigua comuna suiza del distrito de Orbe en el cantón de Vaud, Suiza.
El primero de enero de 1970, la comuna de Romainmôtier fue fusionada con la vecina comuna de Envy para formar la nueva comuna de Romainmôtier-Envy.
El pequeño poblado de Romainmôtier se formó al amparo del monasterio construido a partir de una ermita fundada por san Román de Condat y san Lupicino de Lauconne alrededor del año 452. En su desarrollo como abadía románica, cluniacense, es la más grande y más antigua de Suiza.  